# Jonny Greenwood
Jonathan Richard Guy Greenwood (* 5. listopadu 1971 Oxford) je anglický hudebník a skladatel a člen alternativní rockové kapely Radiohead. Je to multiinstrumentalista, ale působí hlavně jako kytarista a klávesista. Také se zabývá počítačem generovanými zvuky. Napsal soundtrack k filmům Bodysong, Až na krev a Norské dřevo. Jeho starší bratr Colin Greenwood je také členem Radiohead.
Greenwood je často považován za jednoho z nejlepších kytaristů současnosti.